# Landtagswahlkreis Essen II
Der Landtagswahlkreis Essen II ist ein Landtagswahlkreis in Essen in Nordrhein-Westfalen. Er umfasst die Stadtteile: 6 Südostviertel, 11 Huttrop, 34 Steele, 35 Kray, 36 Frillendorf, 37 Schonebeck, 38 Stoppenberg, 39 Katernberg, 45 Freisenbruch, 46 Horst und 47 Leithe.
Der Wahlkreis wurde zur Landtagswahl 2005 neu errichtet. Es war in etwa eine Zusammenlegung der bisherigen Wahlkreise Essen III und Essen IV, welche ihren Zuschnitt aber auch änderten. Essen III bestand ab 1980 zunächst nur aus dem Stadtbezirk VI, 2000 kam Altenessen (Stadtbezirk V) hinzu. Essen IV umfasste erst den Stadtbezirk VII, ehe Huttrop und Frillendorf hinzukamen. Essen II bestand zu dieser Zeit aus den Stadtbezirken IV und V, heute bilden sie den Landtagswahlkreis Essen I – Mülheim II.

## Landtagswahl 2022
Wahlberechtigt zur Landtagswahl 2022 waren 101.736 Einwohner des Wahlkreises. Die Wahlbeteiligung lag bei 46,7 %.
| Direktkandidat | Erststimmen in % | Partei   | Zweitstimmen in % |
| -------------- | ---------------- | -------- | ----------------- |
| Frank Müller   | 38,4             | SPD      | 36,0              |
| Thomas Ziegler | 28,9             | CDU      | 28,9              |
| Gönül Eğlence  | 12,9             | GRÜNE    | 14,1              |
| Heiko Müller   | 4,6              | FDP      | 4,3               |
| Jens Schmitz   | 8,4              | AfD      | 8,1               |
| Hendrik Suthor | 2,2              | LINKE    | 2,2               |
| –              | 4,5              | Sonstige | 6,4               |

## Landtagswahl 2017
Wahlberechtigt zur Landtagswahl 2017 waren 109.689 Einwohner des Wahlkreises. Die Wahlbeteiligung lag bei 60,2 %.
| Direktkandidat           | Erststimmen in % | Partei   | Zweitstimmen in % |
| ------------------------ | ---------------- | -------- | ----------------- |
| Frank Müller             | 39,9             | SPD      | 35,5              |
| Dirk Vogt                | 30,0             | CDU      | 27,0              |
| Hiltrud Schmutzler-Jäger | 4,9              | GRÜNE    | 4,9               |
| Eduard Schreyer          | 8,3              | FDP      | 9,8               |
| –                        | –                | PIRATEN  | 5,1               |
| Ezgi-Bilge Güyildar      | 5,3              | LINKE    | 5,1               |
| Günter Weiß              | 11,4             | AfD      | 12,0              |
| Marion Köster            | 0,3              | DKP      | 0,1               |
| –                        | –                | Sonstige | 3,8               |

Der Wahlkreis wird im Parlament durch den erstmals angetretenen Wahlkreisabgeordneten Frank Müller (SPD) vertreten, der seinem Parteifreund Dieter Hilser nachfolgte, der das Mandat seit 2000 innehatte.

## Landtagswahl 2012
Wahlberechtigt zur Landtagswahl 2012 waren 103.210 Einwohner des Wahlkreises. Die Wahlbeteiligung lag bei 53,7 %.
| Direktkandidat           | Erststimmen in % | Partei   | Zweitstimmen in % |
| ------------------------ | ---------------- | -------- | ----------------- |
| Sonia Wilkending         | 22,0             | CDU      | 18,5              |
| Dieter Hilser            | 54,1             | SPD      | 49,3              |
| Hiltrud Schmutzler-Jäger | 7,2              | GRÜNE    | 9,7               |
| Eduard Schreyer          | 3,4              | FDP      | 5,2               |
| Hans-Jürgen Zierus       | 3,4              | LINKE    | 3,2               |
| Stefan Zemlicka          | 8,8              | PIRATEN  | 8,1               |
| Sonstige                 | 1,1              | Sonstige | 6,0               |

## Landtagswahl 2010
Wahlberechtigt zur Landtagswahl 2010 waren 104.235 Einwohner des Wahlkreises. Die Wahlbeteiligung lag bei 53,4 %.
| Direktkandidat        | Erststimmen in % | Partei   | Zweitstimmen in % |
| --------------------- | ---------------- | -------- | ----------------- |
| Sonja Wilkending      | 28,1             | CDU      | 26,2              |
| Dieter Hilser         | 50,2             | SPD      | 44,9              |
| Samir Fetic           | 7,0              | GRÜNE    | 9,3               |
| Eduard Schreyer       | 3,3              | FDP      | 4,2               |
| Marco Doll            | 1,3              | NPD      | 1,2               |
| Holger Vermeer        | 7,2              | LINKE    | 7,4               |
| Katarzyna Kruczkowski | 0,5              | BüSo     | 0,2               |
| Andre de Zolt         | 2,4              | pro NRW  | 2,1               |
| -                     | -                | Sonstige | 4,5               |

## Landtagswahl 2005
Wahlberechtigt zur Landtagswahl 2005 waren 106.344 Einwohner des Wahlkreises. Die Wahlbeteiligung lag bei 57,7 %.
| Direktkandidat       | Partei | Stimmen in % |
| -------------------- | ------ | ------------ |
| Dieter Hilser        | SPD    | 48,4         |
| Franz-Josef Britz    | CDU    | 35,0         |
| Hans-Dieter Vogt     | FDP    | 3,8          |
| Wiebke Riesner       | GRÜNE  | 5,1          |
| Hans Peter Schönburg | REP    | 1,4          |
| Bülent Karakus       | PDS    | 1,5          |
| Stephan Marienfeld   | BüSo   | 0,5          |
| Hermann Schnarre     | NPD    | 1,2          |
| Herbert Seiffert     | WASG   | 3,1          |